# کیث هاپوود
کیث هاپوود (انگلیسی: Keith Hopwood؛ زادهٔ تاریخ درست نیست٫ سال باید ۴ رقم داشته باشد٫ (برای سال‌های پیش از هزار، صفر بیفزایید٫)٫ (خطا: نیازمند سال، ماه، روز معتبر سال)) موسیقی‌دان، خواننده-ترانه‌پرداز، تهیه‌کننده موسیقی، آهنگساز، اهالی کسب‌وکار اهل بریتانیا است. وی بین سال‌های ۱۹۶۲ تا ۱۹۷۲ میلادی فعالیت می‌کرد.